# Юний лучник
«Ю́ний лу́чник» (італ. Giovane arciere) — мармурова статуя, створена бл. 1491 —1492 рр. Автором цієї скульптури вважають італійського скульптора і художника Мікеланджело Буонарроті, хоча це й не підтримує низка дослідників, зокрема Вільям Воллес. Цю статую ще називають «Мангеттенським амуром», і дослідники вважають, що саме ця робота є втраченою статуєю «Купідон в натуральну величину», виконаного Мікеланджело на замовлення Якопо Ґаллі[а].

## Історія
Статую «Юний лучник» купив архітектор Стенфорд Вайт (англ. Stanford White) для Мангеттенської резиденції подружжя Пейн Вітні (англ. Payne Whitney). Цей будинок був Нью-Йоркським офісом відділу культури посольства Франції у США. Скульптуру було встановлено у вестибюлі, над фонтаном, дизайн якого розробив Вайт.
У 1990 році її ретельніше оглянув Джеймс Девід Дрейпер (англ. James David Draper), куратор музею мистецтва Метрополітен. Дрейпер вирішив, що це робота флорентійського скульптора, який був знайомий із технікою Бертольдо ді Джованні, наставника Мікеланджело.
У 1996 та 1997 роках вийшли публікації Кетлін Вейль-Ґарріс Брандт (англ. Kathleen Weil-Garris Brandt), професора Інституту мистецтв і Коледжу наук та мистецтв Нью-Йоркського університету, у «Burlington Magazine», у яких авторство цієї статуї приписувалося Мікеланджело.
З 2009 року скульптура перебуває у Нью-Йоркському музеї мистецтва Метрополітен, на умовах особливої оренди від Франції. Термін оренди — 10 років.

## Опис

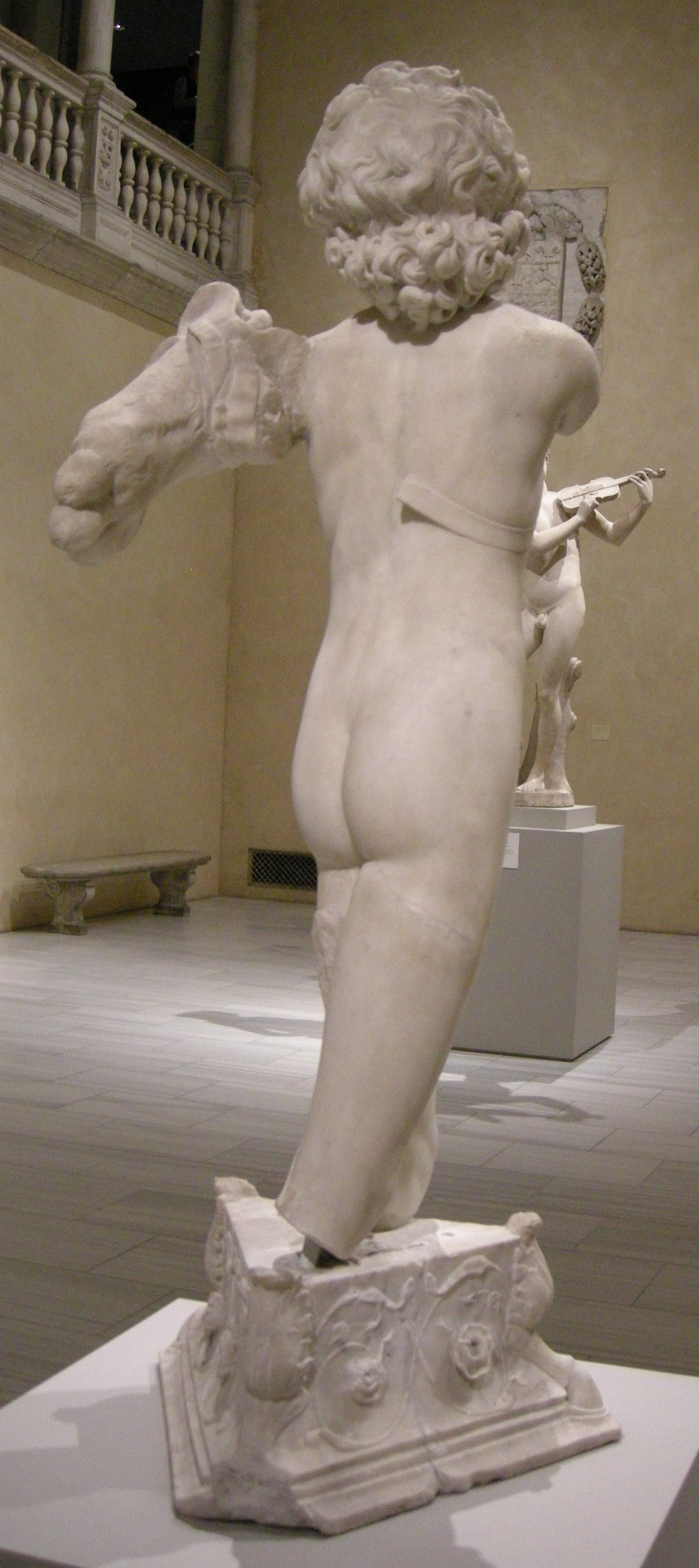

Це незавершена мармурова фігура оголеного хлопця. У скульптури відсутні руки та ноги від колін. Вираз обличчя хлопця незворушний, голова дещо схилена наліво.
Кучеряве волосся юного лучника Брандт вважає за доказ авторства Мікеланджело, тоді як Джеймс Бек, професор Колумбійського університету, підкреслював його неприродність, імпресіоністичність. Завершеність сагайдака теж викликає питання, адже для скульптора не було типовим завершувати другорядну деталь, залишивши незакінченими очі та вуха. Також у композиції статуї відсутній контрапост, що можна вважати доказом юності[б] та недосвідченості Мікеланджело (Дрейпер).
Спина хлопця теж викликає питання. Брандт вважає, що це ще один доказ недосвідченості Мікеланджело, але на думку Лео Стайнберґа, «занадто видовжена крижова кістка суперечить нормальній довжині спини».

## Для подальшого читання
- Jean-René Gaborit. Le Cupidon de Manhattan : un Michel-Ange retrouvé ?. — Paris : Réunion des Musées Nationaux, 2000. — 56 с. (фр.)